# Diego Martín (actor)
Diego Martín Gabriel (Madrid; 21 de septiembre de 1974) es un actor español de cine, teatro y televisión.

## Biografía
Diego Martín nació el 21 de septiembre de 1974 en Madrid, aunque se siente vallisoletano. Él y su hermano Jacobo Martín encaminaron su futuro hacia el mundo de la interpretación, si bien Diego se matriculó en la carrera de Derecho, la cual no llegó a concluir. Para ello se dispuso a estudiar: en 1993 cursó interpretación y verso con M. A. Conejero. Al año siguiente se convirtió en alumno de Armando Vidal. Finalizada esta formación básica, se matriculó en la escuela de Juan Carlos Corazza. Para complementar estas actividades siguió sendos cursos de voz con Carolina Colom (1996) y Lidia García (1997), a cuyo término se matriculó en un curso de movimiento y expresión con Antonio del Olmo, y en uno de dirección escénica, ofertado por la RESAD en 1998.
Durante aquellos años de estudio, Diego Martín obtuvo sus primeras experiencias profesionales con un pequeño papel en la película Resultado final —último filme dirigido por Juan Antonio Bardem—, y en algunas obras de teatro como El avaro (1995), Dos duardos, Esto es amor, Quien lo probó lo sabe y Yepeto.
En 1999 obtuvo su primer papel fijo en televisión en Periodistas. Concluida su participación, Luis San Narciso le fichó para Policías, en el corazón de la calle, en la que el actor incorporó a Jaime, un policía severo y rígido en sus relaciones sentimentales, pero también impulsivo a la hora de vengar a un amigo (Rafael: Daniel Guzmán) que quedó parapléjico en un tiroteo.
Aquel año, Martín compaginó el rodaje en el plató de televisión con dos obras de teatro: Camino de Wolokamsk —con la que daba término a una larga colaboración con el director teatral Juan Antonio Quintana— y El tiempo y los Conway, esta última bajo la dirección de su antiguo profesor Juan Carlos Corazza.
En 2002 regresó a las tablas con Openheart: el triángulo, dirigida por Andrés Lima, y en la que tuvo de compañeros de reparto a Pilar Castro, Diego París y Secun de la Rosa. De esta manera Martín entró en la órbita del grupo teatral Animalario. En ella Martín se puso en la piel de Jean Jack, un cantante invitado por un matrimonio a pasar el fin de milenio con él con la intención de seducirle —en caso de la mujer— y de usarle como cobaya —caso del hombre—, sin saber estos dos que el joven era capaz de todo por obtener dinero con el que financiarse la carrera. La pieza pretendía ser una reflexión sobre cómo los individuos se utilizan entre sí para lograr sus fines en una sociedad cada vez menos solidaria. Con su participación en la obra, Martín consiguió asociar su nombre a un tipo de teatro crítico, y por otra parte estrechar sus relaciones en el mundo del cine.
Efectivamente, a raíz de sus contactos con Animalario, Martín logró su primera aparición importante en cine en Días de fútbol, en la que encarnó a un hombre solitario que no podía besar a una mujer sin padecer una bizquera.
En 2003 concluyó el rodaje de Policías. Diego entonces se unió al elenco de una serie, Una vida nueva. En ella el actor se puso en la piel de Manu, un médico sensible, tímido y entregado al trabajo. La serie fue retirada prematuramente de emisión, dejando al actor sin trabajos importantes en ese medio.
Una intervención episódica en 7 vidas —donde encarnó a un gay que estudiaba la posibilidad de cerrar un contrato entre una marca de cerveza y un bar de cuyo dueño se había quedado colado— y Paraíso resolvió la crisis. Poco después Martín interpretó a un homosexual en una serie de las televisiones autonómicas, De moda, en la que su personaje aconsejaba a su mejor amigo (David: Toni Cantó) sobre sus relaciones sentimentales.
Martín compaginó el rodaje de esta última con el de Aquí no hay quien viva. La directora de casting de aquella, Elena Arnao, le seleccionó para el papel de Carlos, un personaje en principio episódico que adolecía fuertes carencias afectivas y que en la tercera temporada se convertía en principal. El papel de Carlos era el de un excéntrico treintañero pijo, todavía enamorado de su ex (Lucía: María Adánez), repleto de inseguridades por la falta de amor en su vida, y que terminaba ingresado en un psiquiátrico para resolver sus problemas.
Para evitar el encasillamiento, sin abandonar la actividad televisiva, volvió a los escenarios con Ronda para dos mujeres y mujeres, un análisis sobre la igualdad de los sexos. Concluida la gira se unió al reparto de Los Borgia (2005). En ella interpretó a Perotti, el guardián de Lucrecia Borgia, a quien deja embarazada; hecho que precipita su asesinato a manos de César Borgia. Tras su paso en la película de Antonio Hernández se incorporó al rodaje de Días de cine, donde repitió bajo las órdenes de David Serrano. Al término de la misma, Martín abandonó Aquí no hay quien viva en beneficio de su primer papel protagonista en cine en Mataharis, donde se puso a las órdenes de Icíar Bollaín.
Al final del rodaje, el actor consiguió su primer papel protagonista absoluto en Un buen día lo tiene cualquiera, Arturo, un treintañero sin blanca que logra entrar en el sistema social a ancianos para vivir pagando un alquiler mínimo. La película supondría además la oportunidad de volver a su tierra natal. Le acompañaron Ana Otero y Roberto Álamo.
En octubre viaja a México para protagonizar el largometraje de Manu Carballo El último justo, en el que interpreta a Teo, un periodista que se ve envuelto en una serie de asesinatos cuyas víctimas son personas que nacieron en el mismo día.
El 4 de septiembre de 2007, estrena la nueva serie para Telecinco, Hermanos y detectives, una comedia policiaca que protagoniza junto a Rodrigo Noya. Esta nueva producción de Telecinco cuenta con el respaldo del éxito obtenido en Argentina. Tras dicho proyecto para la televisión, Diego Martín ha realizado la miniserie de televisión, La duquesa, interpretando en la segunda parte a Carlos Fitz-James Stuart y Martínez de Irujo y se ha anunciado su participación en la segunda entrega de la miniserie. También se incorporó a la cuarta temporada de Doctor Mateo, donde interpreta a Nico, un primo de Mateo, el cual es cocinero y vuelve a San Martín para asistir a la boda de su primo, pero dicha boda no se celebró. Interpretó a Enrique Otegui, hermano de Cristina (Manuela Velasco) en Velvet donde su personaje intenta hacerle la vida imposible a Alberto (Miguel Ángel Silvestre), su cuñado, mientras que engaña a su mujer (Amaia Salamanca) con Patricia (Miriam Giovanelli) la hermana de Alberto.
En 2012, protagoniza la película REC: Génesis junto a Leticia Dolera.
En 2021 se une al elenco de la serie de Netflix Élite en su cuarta entrega como Benjamín Blanco.

## Filmografía
| Año  | Película                                  | Personaje        | Director                   |
| ---- | ----------------------------------------- | ---------------- | -------------------------- |
| 1998 | Resultado final                           | Estudiante       |                            |
| 2003 | Días de fútbol                            | Daniel           |                            |
| 2004 | El asombroso mundo de Borjamari y Pocholo |                  | Enrique López Lavigne      |
| 2004 | Golpe maestro                             | Josep            | Bryan Goeres               |
| 2006 | Los Borgia                                | Perotto          | Antonio Hernández          |
| 2007 | Un buen día lo tiene cualquiera           | Arturo           | Santiago Lorenzo           |
| 2007 | El último justo                           | Teo              | Manuel Carballo            |
| 2007 | Mataharis                                 | Manuel           | Icíar Bollaín              |
| 2007 | Días de cine                              | Augusto          | David Serrano de la Peña   |
| 2009 | La Tierra con nombre de vino (Documental) | Diego Martín     | Fernando Colomo            |
| 2010 | Una hora más en Canarias                  | Germán           | David Serrano de la Peña   |
| 2010 | Tres metros sobre el cielo                | Álex Olivera     | Fernando González Molina   |
| 2010 | Pájaros de papel                          | Teniente Quiroga | Emilio Aragón              |
| 2011 | Amigos...                                 | Santi            | Borja Manso, Marcos Cabotá |
| 2012 | Tengo ganas de ti                         | Álex Olivera     | Fernando González Molina   |
| 2012 | REC: Génesis                              | Koldo            | Paco Plaza                 |
| 2013 | Gente en sitios                           |                  | Juan Cavestany             |
| 2016 | Tenemos que hablar                        |                  | David Serrano de la Peña   |
| 2018 | Sin rodeos                                | Gabriel          | Santiago Segura            |
| 2019 | Si yo fuera rico                          | Mario            | Álvaro Fernández Armero    |
| 2022 | La bala perdida 2                         | Álvaro           | Guillaume Pierret          |
| 2022 | Un novio para mi mujer                    | Diego            | Laura Mañá                 |
| 2023 | El favor                                  | Benja Gallardo   | Juana Macías               |

### Cortos
- 1998 — Quiéreme.
- 2003 — Usar y tirar.
- 2004 — Ana y Manuel.
- 2009 — El padre.
- 2011 — Nunca Digas.

## Televisión
| Año           | Título                              | Cadena      | Personaje                  | Episodios    |
| ------------- | ----------------------------------- | ----------- | -------------------------- | ------------ |
| 1999          | Periodistas                         | Telecinco   | Amigo de Isabel            | 1 episodio   |
| 1999          | Compañeros                          | Antena 3    | Jaime                      | 1 episodio   |
| 2000-2003     | Policías, en el corazón de la calle | Antena 3    | Jaime Castro               | 83 episodios |
| 2003          | 7 vidas                             | Telecinco   | Héctor Sandoval            | 1 episodio   |
| 2003          | Una nueva vida                      | Telecinco   | Manu                       | 4 episodios  |
| 2003          | Paraíso                             | La 1        | Juan                       | 1 episodio   |
| 2003-2006     | Aquí no hay quien viva              | Antena 3    | Carlos de Haro Cabanillas  | 56 episodios |
| 2004-2005     | De moda                             | TV3         | Víctor                     | 23 episodios |
| 2007-2009     | Hermanos y Detectives               | Telecinco   | Daniel Montero             | 26 episodios |
| 2010-2011     | La duquesa                          | Telecinco   | Carlos Fitz-James Stuart   | 4 episodios  |
| 2010-2011     | Doctor Mateo                        | Antena 3    | Nicolás Yubero             | 15 episodios |
| 2012          | Frágiles                            | Telecinco   | Ulises                     | 1 episodio   |
| 2013          | Niños robados                       | Telecinco   | Óscar                      | 2 episodios  |
| 2013          | Familia                             | Telecinco   | Miguel                     | 7 episodios  |
| 2014          | Los misterios de Laura              | La 1        | David Vega                 | 1 episodio   |
| 2014          | Un village français                 | France 3    | Paul                       | 1 episodio   |
| 2014-2016     | Velvet                              | Antena 3    | Enrique Otegui             | 44 episodios |
| 2016          | Web Therapy                         | Movistar+   | Gustavo Almohalla          | 1 episodio   |
| 2017          | El Ministerio del Tiempo            | La 1        | Mario                      | 1 episodio   |
| 2017-2019     | Velvet Colección                    | Movistar+   | Enrique Otegui             | 21 episodios |
| 2019          | Mira lo que has hecho               | Movistar+   | Ramón 1986                 | 1 episodio   |
| 2020          | El Alienista                        | Netflix     | Narciso Linares            | 8 episodios  |
| 2021; 2023    | Supernormal                         | Movistar+   | Alfonso                    | 12 episodios |
| 2021-2022     | Élite                               | Netflix     | Benjamín Blanco            | 19 episodios |
| 2021          | Élite: historias breves             | Netflix     | Benjamín Blanco            | 4 episodios  |
| 2022          | ¡Garcíaǃ                            | HBO Max     | Pablo Rodero               | 6 episodios  |
| 2024-presente | Muertos S.L.                        | Movistar+   | José Miguel "Chemi" Fondao | ¿? episodios |
| 2024          | La Academia                         | Prime Video | Tomás                      | 8 episodios  |
| 2025          | Legado                              | Netflix     | Andrés Seligman Nuero      | 8 episodios  |

## Teatro
- 2014 — La Venus de las pieles.
- 2012 —  Los hijos se han dormido[2]
- 2009 — Ser o no ser.
- 2005 — Ronda para dos mujeres y dos hombres.
- 2002 — Los Openheart: el triángulo.
- 1999 — El tiempo y los Conway.
- 1999 — Camino de Wolokamks.
- 1995 — El avaro (de Molière).

## Premios y nominaciones

### PremiosUnión de Actores
| Año  | Categoría                              | Película              | Resultado |
| ---- | -------------------------------------- | --------------------- | --------- |
| 2015 | Mejor actor de reparto de televisión   | Velvet                | Nominado  |
| 2007 | Mejor actor protagonista de televisión | Hermanos y detectives | Nominado  |

### Premios Zapping
| Año  | Categoría   | Película              | Resultado |
| ---- | ----------- | --------------------- | --------- |
| 2007 | Mejor actor | Hermanos y detectives | Ganador   |

### Premios Magazine Web
| Año  | Categoría                                          | Película     | Resultado |
| ---- | -------------------------------------------------- | ------------ | --------- |
| 2011 | Mejor antagonista masculino nacional de televisión | Doctor Mateo | Nominado  |